# Argyrospila succinea
Argyrospila succinea là một loài bướm đêm trong họ Noctuidae.